# Мартини (фільм)
«Мартини» (рос. «Чайки») — російський драматичний фільм, знятий Еллою Манжеєвою. Світова прем'єра стрічки відбулась 7 лютого 2015 року на Берлінському кінофестивалі. Фільм розповідає про дружину рибалки Ельзу, яка живе в приморському місті в Калмикії і хоче втекти від свого чоловіка, але незабаром він помирає, що змушує її задуматися і переглянути свої погляди на життя.

## У ролях
- Євгенія Манджиєва
- Сергій Адьянов
- Євген Сангаджиєв
- Дмитро Мукєєв
- Любов Убушиєва

## Визнання
| Нагороди та номінації фільму «Мартини» | Нагороди та номінації фільму «Мартини»              | Нагороди та номінації фільму «Мартини» | Нагороди та номінації фільму «Мартини» | Нагороди та номінації фільму «Мартини» | Нагороди та номінації фільму «Мартини» |
| Рік                                    | Кінопремія / Кінофестиваль                          | Категорія / Нагорода                   | Номінант                               | Результат                              |                                        |
| -------------------------------------- | --------------------------------------------------- | -------------------------------------- | -------------------------------------- | -------------------------------------- | -------------------------------------- |
| 2015                                   | Берлінський кінофестиваль                           | Найкращий дебютний фільм               | «Мартини»                              | Номінація                              |                                        |
| 2015                                   | Кінотавр                                            | Ґран-прі за найкращий фільм            | «Мартини»                              | Номінація                              |                                        |
| 2015                                   | Кінотавр                                            | Найкращий дебютний фільм               | «Мартини»                              | Перемога                               |                                        |
| 2015                                   | Сахалінський міжнародний кінофестиваль «Край світу» | Ґран-прі за найкращий фільм            | «Мартини»                              | Номінація                              |                                        |
| 2015                                   | Фестиваль Американського інституту кіномистецтва    | Приз аудиторії                         | «Мартини»                              | Номінація                              |                                        |
| 2015                                   | Азійсько-Тихоокеанська кінопремія                   | Нагорода ЮНЕСКО                        | «Мартини»                              | Номінація                              |                                        |
| 2015                                   | Азійсько-Тихоокеанська кінопремія                   | Найкраща акторка                       | Євгенія Манджиєва                      | Номінація                              |                                        |